# 鍾惠敏
鍾惠敏（1956年12月5日—），雲林崙背人，前臺灣女子籃球運動員，場上位置為前鋒，就讀崙背國小開始打籃球，曾代表崙背國中參加全國手球比賽並奪得冠軍，國中畢業後北上就讀靜修女中並進入台元女籃，1979年夏天自中國文化學院體育系畢業，1982年9月因為膝蓋傷勢高掛球鞋。